# Пасо-Насьональ (Веракрус)
Пасо-Насьональ (исп. Paso Nacional) — посёлок в юго-восточной части Мексики, на территории штата Веракрус. Входит в состав муниципалитета Альварадо.

## Географическое положение
Пасо-Насьональ расположен на юго-востоке центральной части штата, на берегу лагуны Альварадо Мексиканского залива, на расстоянии приблизительно 145 километров к юго-востоку от города Халапа-Энрикеса, административного центра штата. Абсолютная высота — 6 метров над уровнем моря.

## Население
Согласно данным, полученным в ходе проведения официальной переписи 2005 года, в посёлке проживало 1830 человек (938 мужчин и 892 женщины). Насчитывалось 504 дома. По возрастному диапазону население распределилось следующим образом: 33,5 % — жители младше 18 лет, 56,6 % — между 18 и 59 годами и 9,9 % — в возрасте 60 лет и старше. Уровень грамотности среди жителей старше 15 лет составлял 90,5 %.
По данным переписи 2010 года, численность населения Пасо-Насьоналя составляла 1884 человека. Динамика численности населения посёлка по годам:
| 2000 | 2005 | 2010 |
| ---- | ---- | ---- |
| 1765 | 1830 | 1884 |